# Maurice Ephrussi
Maurice Ephrussi est un banquier français né le 18 novembre 1849 à Odessa (Russie) et mort le 29 octobre 1916 à Paris 16e.

## Biographie
Fils de Charles Joachim Ephrussi (1792-1864), fondateur de la banque Ephrussi, et de sa seconde épouse, Henriette Halperson (1822-1888), il épouse le 5 juin 1883 à Paris (Ier) Béatrice de Rothschild fille du baron Alphonse. Le couple n'aura pas d'enfants.
Banquier, il administre avec son neveu Jules et son frère Michel et leur associé Théodore Porgès la filiale française de la banque Ephrussi.
À Paris, les Ephrussi de Rothschild résident dans un hôtel particulier au no 19 avenue Foch qui abrite aujourd'hui l'ambassade d'Angola.
Dans les années 1860, Maurice Ephrussi devient propriétaire du château de Reux (Calvados) où il est inhumé. À sa mort, le château passe à la famille Rothschild.
Béatrice Ephrussi de Rothschild fait construire entre 1905 et 1912 la villa « Ile-de-France » à Saint-Jean-Cap-Ferrat (Alpes-Maritimes), qu'elle lègue à sa mort à l'Institut de France. 
Elle possédait également la villa « Soleil » et la villa « Rose de France » à Monte-Carlo.